# Partido de la Gran Rumanía
El Partido de la Gran Rumanía (en rumano, PRM) es un partido político rumano más a menudo descrito como de extrema derecha. El partido fue fundado en 1991 por Corneliu Vadim Tudor, anteriormente conocido como "poeta de la corte" del dictador comunista Nicolae Ceaușescu, y su mentor literario, el escritor Eugen Barbu; y fue dirigido por Tudor desde ese momento hasta su muerte en septiembre de 2015. Su actual líder es Victor Iovici.
El partido se caracteriza por su nacionalismo rumano, xenofobia ante húngaros (minoría en el país) y gitanos, homofobia, antisemitismo e irredentismo. El partido, por otro lado, se describe a sí mismo como de centro-izquierda, nacionalista y cristiano democrática. El partido apoya la vuelta del Reino de Rumanía en la persona de Miguel I de Rumanía. El partido ha elogiado y mostrado nostalgia tanto de la dictadura militar del Eje aliado Ion Antonescu, a quien consideran un héroe o incluso un santo, y el régimen comunista de Ceaușescu. El partido rechazó el informe 2006 de Tismăneanu sobre la dictadura comunista en Rumania como una manipulación de la historia. Pese a su radicalismo, ha ganado muchos apoyos entre el electorado, debido a sus promesas de erradicar la corrupción del país. Incluso llegó a participar en un gobierno liderado por el socialdemócrata Nicolae Văcăroiu de 1993 a 1995. Apoyan a Adolf Hitler y están en contra de las leyes del aborto y eutanasia 
En las elecciones presidenciales de 2000, el líder del partido, Tudor, quedó en segundo lugar tras Ion Iliescu, socialdemócrata. Recibió numerosos apoyos de los votantes conservadores, descontentos con la ruptura de la coalición gobernante de centro-derecha.
El partido pasó de un 4% de votos en las elecciones legislativas de 1992 al 23% en 2000, lo que se tradujo con 126 miembros del parlamento. En las elecciones presidenciales de 2004, Tudor descendió al tercer lugar, con un 12% de los votos.
El éxito inicial del partido se atribuyó en parte al profundo arraigo del "nacional-comunismo" de Ceaușescu en Rumania.
Al acceder Rumanía en 2007 a la Unión Europea, el Partido de la Gran Rumanía formó, junto con otros partidos ultraderechistas de diversos Estados miembros, un nuevo grupo político en el Parlamento Europeo: Identidad, Tradición y Soberanía. El PRM aportaba cinco eurodiputados al grupo, ya disuelto.

## Resultados electorales

### Parlamento de Rumania
| Año  | Diputados | Diputados | Diputados | Senadores | Senadores | Senadores |
| Año  | Votos     | %         | Escaños   | Votos     | %         | Escaños   |
| ---- | --------- | --------- | --------- | --------- | --------- | --------- |
| 1992 | 424 061   | 3,89      | 16/341    | 422 545   | 3,85      | 6/143     |
| 1996 | 545 430   | 4,46      | 19/343    | 558 026   | 4,54      | 8/143     |
| 2000 | 2 112 027 | 19,48     | 84/345    | 2 288 483 | 21,01     | 37/140    |
| 2004 | 1 316 751 | 12,92     | 48/332    | 1 394 698 | 13,63     | 21/137    |
| 2008 | 217 595   | 3,16      | 0/334     | 245 930   | 3,57      | 0/137     |
| 2012 | 92 382    | 1,25      | 0/412     | 109 142   | 1,47      | 0/176     |
| 2016 | 73 264    | 1,04      | 0/329     | 85 568    | 1,18      | 0/136     |
| 2020 | 32 654    | 0,55      | 0/329     | 38 474    | 0,65      | 0/136     |

### Parlamento Europeo
| Año  | Votos        | %            | Escaños      |
| ---- | ------------ | ------------ | ------------ |
| 2007 | 212 596      | 4,15         | 0/32         |
| 2009 | 419 004      | 8,65         | 2/33         |
| 2014 | 150 484      | 2,70         | 0/32         |
| 2019 | No participó | No participó | No participó |